# Candor Chasma
Candor Chasma ist ein Bereich im nördlichen Teil der Valles Marineris, einem etwa 3000 Kilometer langen Canyonsystem des Mars. Es ist Teil des radial verlaufenden Grabenbruchsystems rund um Tharsis und wird bezüglich seiner Entstehung mit dessen Aufwölbung in Zusammenhang gebracht. 